# لوبياء صفراء
لوبياء صفراء(الاسم العلمي:Vigna luteola) هو نوع من النباتات يتبع جنس اللوبياء من الفصيلة البقولية.